# فیونا اوسالیوان
فیونا اوسالیوان (انگلیسی: Fiona O'Sullivan؛ زادهٔ ۱۷ سپتامبر ۱۹۸۶) بازیکن فوتبال اهل سوئد است.
از باشگاه‌هایی که در آن بازی کرده‌است می‌توان به باشگاه فوتبال زنان فرایبورگ، باشگاه فوتبال آی‌ای‌کی، و شیکاگو رد استارز اشاره کرد.
وی همچنین در تیم ملی فوتبال زنان جمهوری ایرلند بازی کرده‌است.